# Giovanni Simonelli (sceneggiatore)
Giovanni Simonelli (Roma, 1º dicembre 1926 – Roma, 17 novembre 2007) è stato uno sceneggiatore e regista cinematografico italiano.

## Biografia
Esordì come sceneggiatore nel 1958 con la pellicola Quanto sei bella Roma e concluse la sua carriera di sceneggiatore cinematografico con Un gatto nel cervello nel 1990.
Nel 1991 scrisse la sceneggiatura di Edera, la prima fiction prodotta in Italia dalla Titanus e, successivamente, fu autore della sceneggiatura della fiction Passioni, sempre della Titanus.
Il suo unico film come regista fu Hansel e Gretel (1990), che però non ottenne grande successo. Lavorò al fianco di famosi registi fra cui Gianfranco Parolini e Antonio Margheriti.
Morì a Roma il 17 novembre 2007, all'età di 80 anni.

## Filmografia parziale
- La rivolta dei gladiatori, regia di Vittorio Cottafavi (1958)
- Quanto sei bella Roma, regia di Marino Girolami (1959)
- Goliath contro i giganti, regia di Guido Malatesta (1961)
- Sansone, regia di Gianfranco Parolini (1961)
- Il conquistatore di Maracaibo, regia di Eugenio Martín (1961)
- Anno 79 - La distruzione di Ercolano, regia di Gianfranco Parolini (1962)
- I dieci gladiatori, regia di Gianfranco Parolini (1963)
- Il vecchio testamento, regia di Gianfranco Parolini (1963)
- La rivolta dei sette, regia di Alberto De Martino (1964)
- L'uomo dalla pistola d'oro, regia di Alfonso Balcázar (1965)
- Agente 3S3 - Passaporto per l'inferno, regia di Sergio Sollima (1965)
- Inferno a Caracas, regia di Marcello Baldi (1966)
- Johnny Yuma, regia di Romolo Guerrieri (1966)
- Django spara per primo, regia di Alberto De Martino (1966)
- Una donna per Ringo (Dos pistolas gemelas), regia di Rafael Romero Marchent (1966)
- Agente 3S3 - Massacro al sole, regia di Sergio Sollima (1966)
- Surcouf, l'eroe dei sette mari, regia di Sergio Bergonzelli e Roy Rowland (1966)
- Qualcuno ha tradito, regia di Franco Prosperi (1967)
- Sartana non perdona (Sonora), regia di Alfonso Balcázar (1968)
- Io non perdono... uccido, regia di Joaquín Luis Romero Marchent (1968)
- L'uomo dal lungo fucile, regia di Harald Reinl (1968)
- Uno dopo l'altro, regia di Nick Nostro (1969)
- Buon funerale amigos!... paga Sartana, regia di Giuliano Carnimeo (1970)
- Il cadavere di Helen non mi dava pace (La casa de las muertas vivientes), regia di Alfonso Balcázar (1972)
- Attento gringo... è tornato Sabata! (Judas... ¡toma tus monedas!), regia di Alfonso Balcázar e Pedro Luis Ramírez (1972)
- Il ritorno di Clint il solitario, regia di Alfonso Balcázar (1972)
- Sette scialli di seta gialla, regia di Sergio Pastore (1972)
- Ming, ragazzi!, regia di Antonio Margheriti (1973)
- La morte negli occhi del gatto, regia di Antonio Margheriti (1973)
- Zanna Bianca alla riscossa, regia di Tonino Ricci (1974)
- Manone il ladrone, regia di Antonio Margheriti (1974)
- Whiskey e fantasmi, regia di Antonio Margheriti (1974)
- Controrapina, regia di Antonio Margheriti (1975)
- Yeti - Il gigante del 20º secolo, regia di Gianfranco Parolini (1977)
- Killer Fish - L'agguato sul fondo, regia di Antonio Margheriti (1977)
- La leggenda del rubino malese, regia di Antonio Margheriti (1985)
- Un gatto nel cervello, regia di Lucio Fulci (1990)
- Hansel e Gretel, regia di Giovanni Simonelli (1990)